# Aliabad-e Hodżdżat
Aliabad-e Hodżdżat (perski: علي ابادحجت) – wieś w południowym Iranie, w ostanie Kerman. W 2006 roku miejscowość liczyła 114 mieszkańców w 24 rodzinach.